# Майпу (Чилі)
Майпу́ (ісп. Maipú) — комуна в Чилі. Одна з міських комун міста Сантьяго. Входить до складу провінції Сантьяго і Столичного регіону.

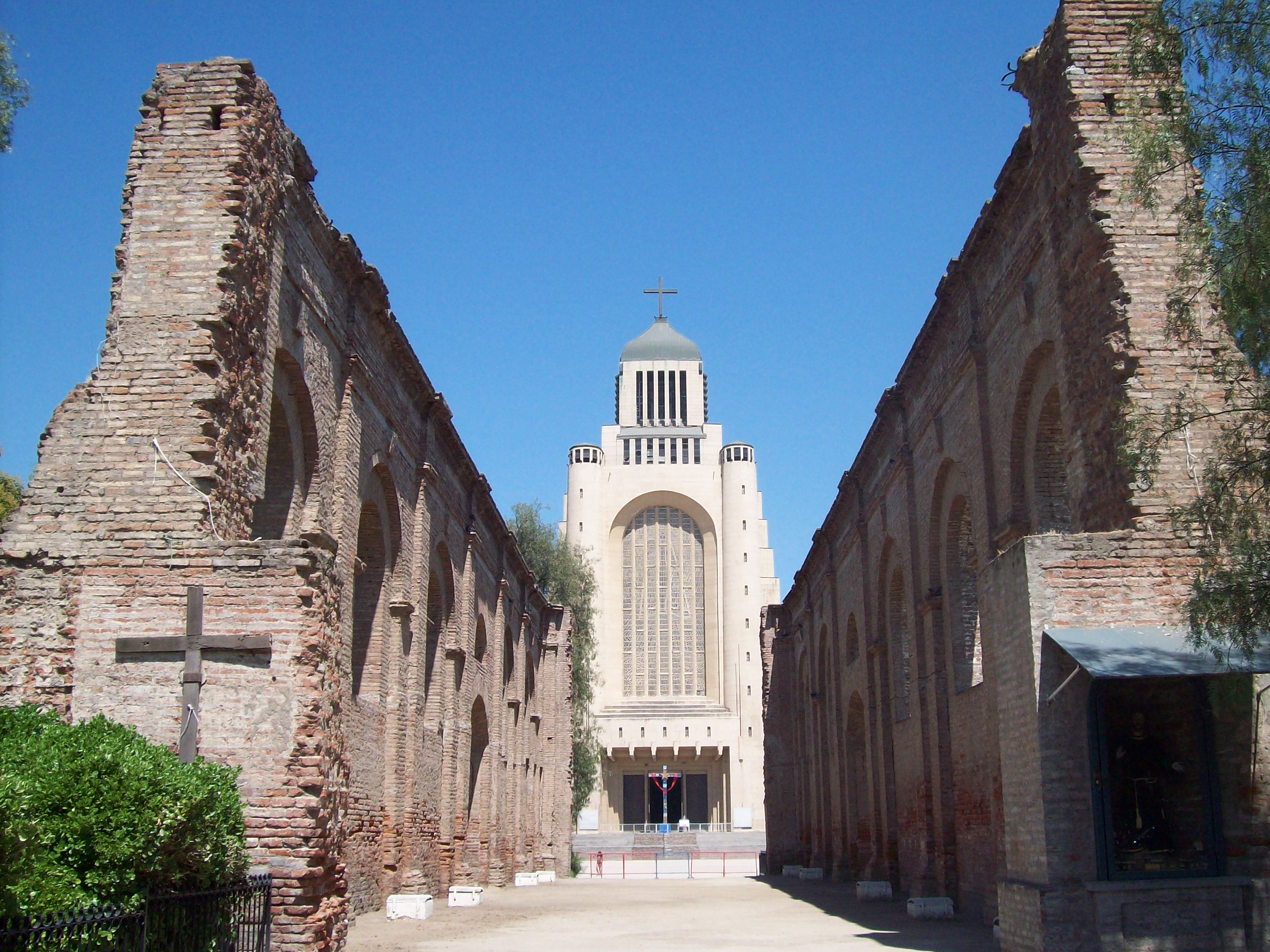
Руїни каплиці Ла-Вікторія

Територія — 135,5 км². Чисельність населення - 521 627 мешканців (2017). Щільність населення - 3849,6 чол./км².

## Розташування
Комуна розташована на південному заході міста Сантьяго.
Комуна межує:
- на півночі - з комуною Пудауель
- на північному сході - з комуною Естасьйон-Сентраль
- на сході — з комуною Серрильйос
- на південному сході — з комуною Сан-Бернардо
- на півдні - з комуною Калера-де-Танго
- на південному заході - з комуною Падре-Уртадо
- на заході — з комуною Куракаві